# Pavel Hruška
Pavel Hruška (ur. 11 lutego 1941 w Zlinie, zm. 18 grudnia 2017 w Leinfelden-Echterdingen) – czeski lekkoatleta reprezentujący Czechosłowację, średniodystansowiec, medalista halowych mistrzostw Europy.

## Kariera sportowa
Zdobył srebrny medal w sztafecie 3 × 1000 metrów (która biegła w składzie: Hruška, Pavel Pěnkava i Petr Bláha) oraz brązowy medal w sztafecie 1+2+3+4 okrążenia  (w składzie: Jiří Kynos, Ladislav Kříž, Hruška i Pěnkava) na europejskich igrzyskach halowych w 1967 w Pradze. Na kolejnych europejskich igrzyskach halowych w 1968 w Madrycie  wywalczył brązowy medal w sztafecie 3 × 1000 metrów, która biegła w składzie: Hruška, Jan Kasal i Miroslav Jůza, odpadł w eliminacjach biegu na 800 metrów, a czechosłowacka sztafeta 1+2+3+4 okrążenia (w składzie: Petr Utěkal, Kříž, Hruška i Kasal) nie ukończyła biegu.
22 czerwca 1966 ustanowił rekord Czechosłowacji w sztafecie 4 × 800 metrów wynikiem 7:19,6, który jest do tej pory (marzec 2022) rekordem Czech (sztafeta biegła w składzie: Petr Bláha, Pavel Pěnkava, Pavel Hruška i Jan Kasal).